# Massacre de Benisheik
Le massacre de Benisheik a lieu le 18 septembre 2013 pendant l'insurrection de Boko Haram.

## Déroulement
Le 18 septembre 2013, dans l'état de Borno, la ville de Benisheik, située entre Damaturu et Maiduguri est attaquée par les rebelles jihadistes de Boko Haram. Ces derniers arrivent transportés dans une vingtaine de camions et vêtus d'uniformes de l'armée nigériane et équipés notamment d'armes antiaériennes. 
Cette attaque aurait été lancée par Boko Haram en raison de l'activité des milices d'autodéfense de Benisheik. Les assaillants entrent dans la ville et y incendient de nombreuses habitations et des immeubles. Ils mettent en place des barrages sur les routes où ils contrôlent les automobilistes sur la route entre Damaturu et Maiduguri. Selon des témoignages des habitants, les jihadistes abattent les voyageurs originaires de l'état de Borno, les autres sont laissés libres,.
Le 20 septembre, l'attaque est revendiquée par Boko Haram.

## Bilan humain
Le 19 septembre, Kashim Shettima, gouverneur de la province, se rend sur les lieux des tueries. Saidu Yakubu, responsable gouvernemental de Borno l'accompagne, il déclare que « 87 corps ont été retrouvés dans la brousse et nos hommes sont toujours à la recherche de nouveaux corps. »
Le 22 septembre, Abdulaziz Kolomi, de l'agence de protection environnementale de l'État de Borno, affirme 55 corps sont découverts le 18 septembre et 87 le lendemain, ce qui porte à 142 le nombre total des victimes.
Selon une source policière, 16 autres personnes sont également assassinées le 19 entre Maiduguri et Bamboa. Selon le site nigérian, le Daily Trust, 161 personnes au total ont été tuées, dont 142 voyageurs, 2 soldats, 3 policiers et 14 habitants assassinés dans la ville,,.